# Cerasus jamasakura
Cerasus jamasakura, còn gọi là Yamazakura (ヤマザクラ) hoặc Prunus jamasakura,  là loài thực vật có hoa trong họ Hoa hồng. Loài này được (Siebold ex Koidz.) Ohba mô tả khoa học đầu tiên năm 1992. Đây là loài đặc hữu của Nhật Bản và là một trong 10 hoặc 11 loài hoang dã thuộc chi Sakura mọc tự nhiên ở Nhật Bản. Nó cũng đề cập đến một giống được sản xuất từ Prunus serrulata var. Prunus spontanea. Để thuận tiện, những cây anh đào dại mọc ở vùng núi đôi khi được gọi chung là Yamazakura (hoa anh đào dại), vì vậy cần cẩn thận để không nhầm lẫn chúng với Yamazakura như một giống cây trồng.

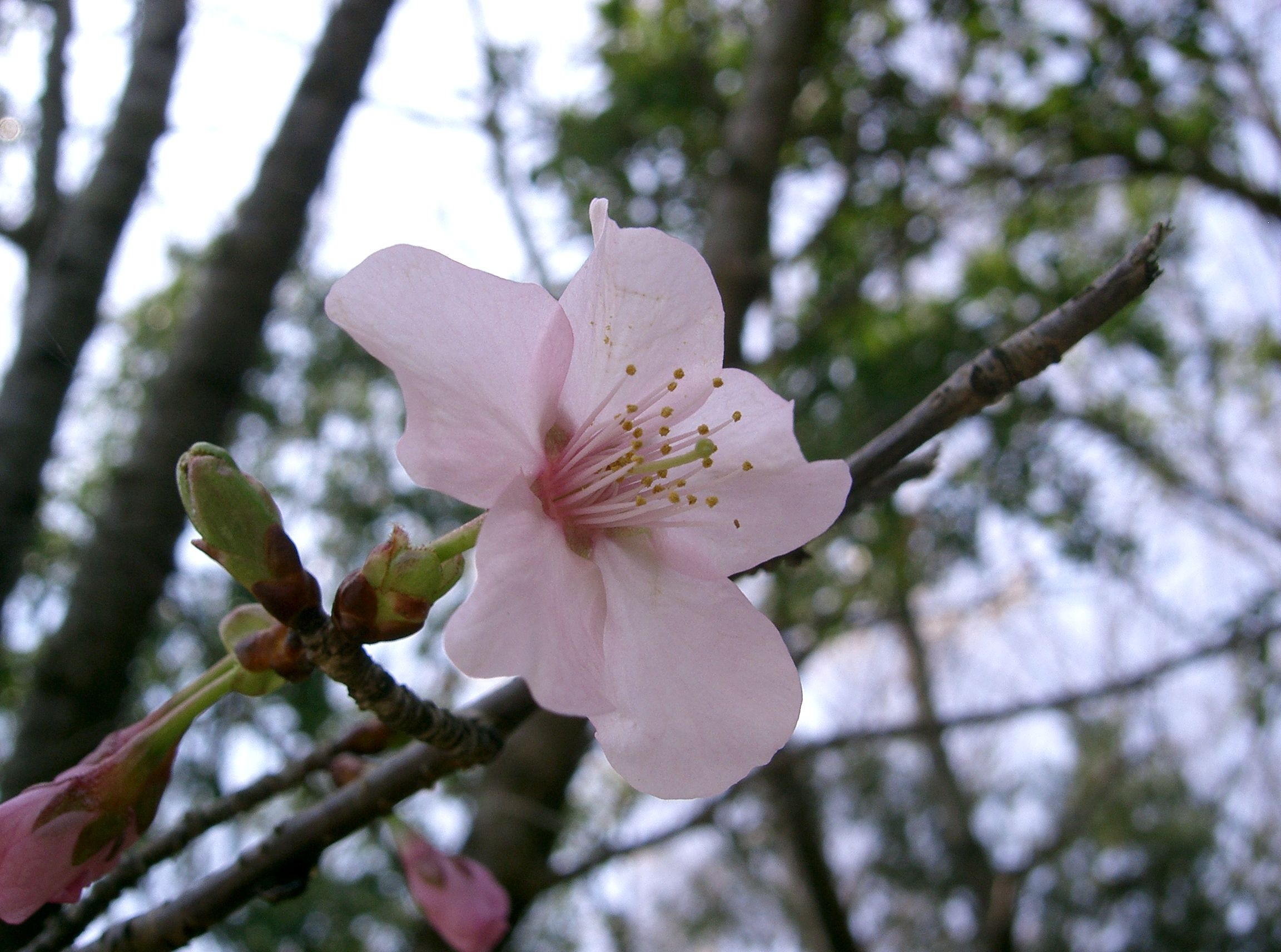
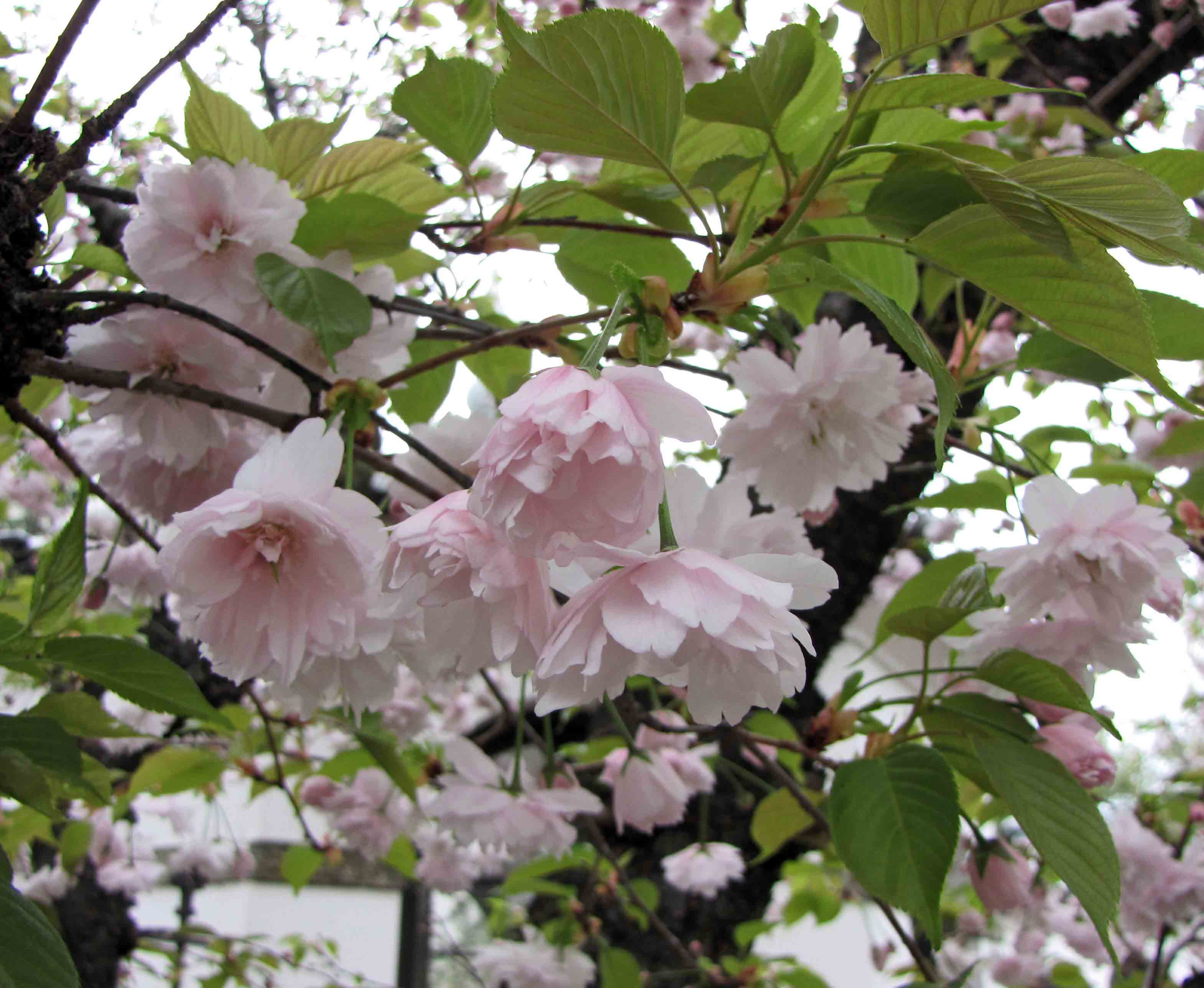
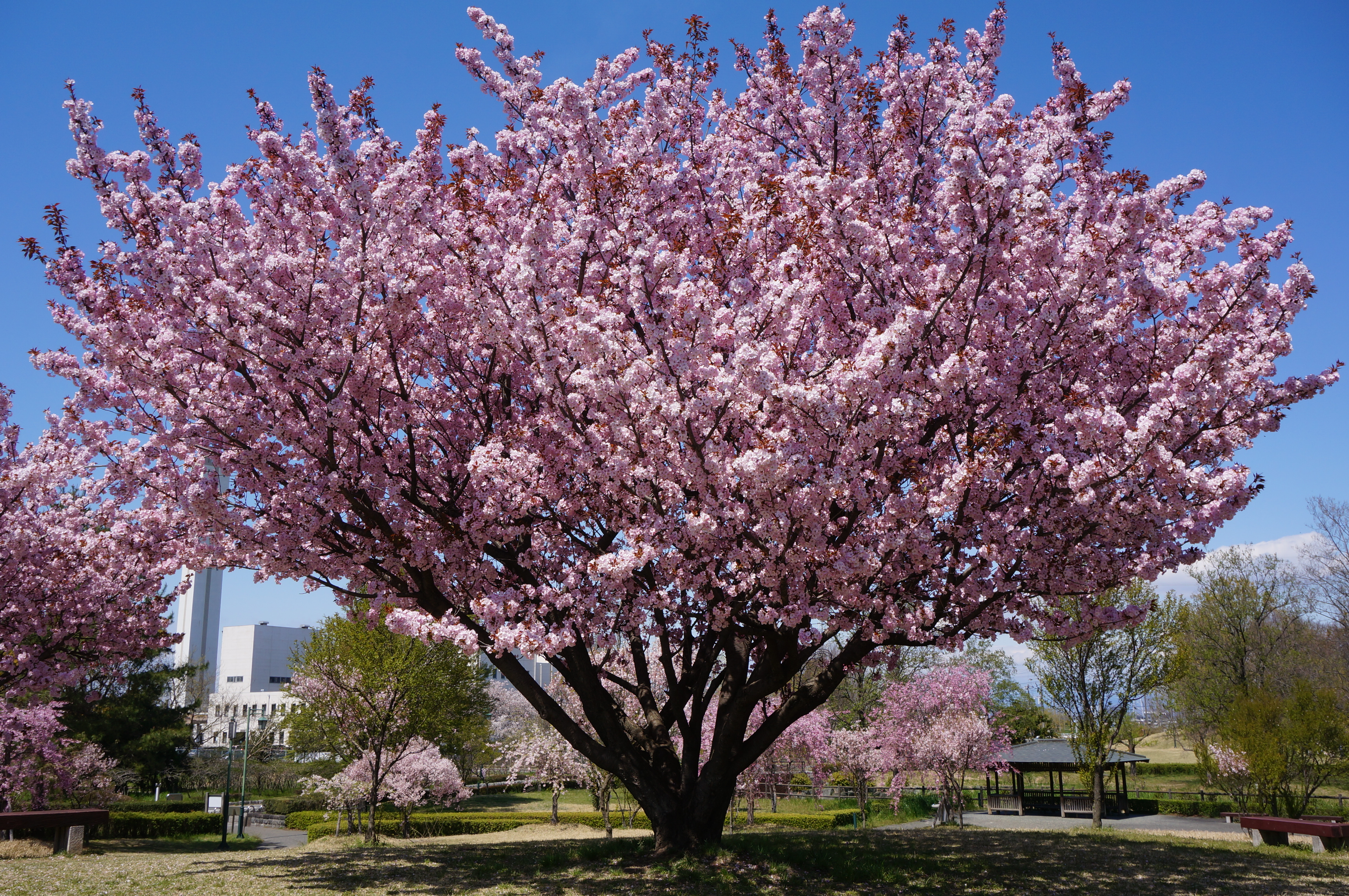
Cerasus jamasakura 'Kenrokuen-kumagai'
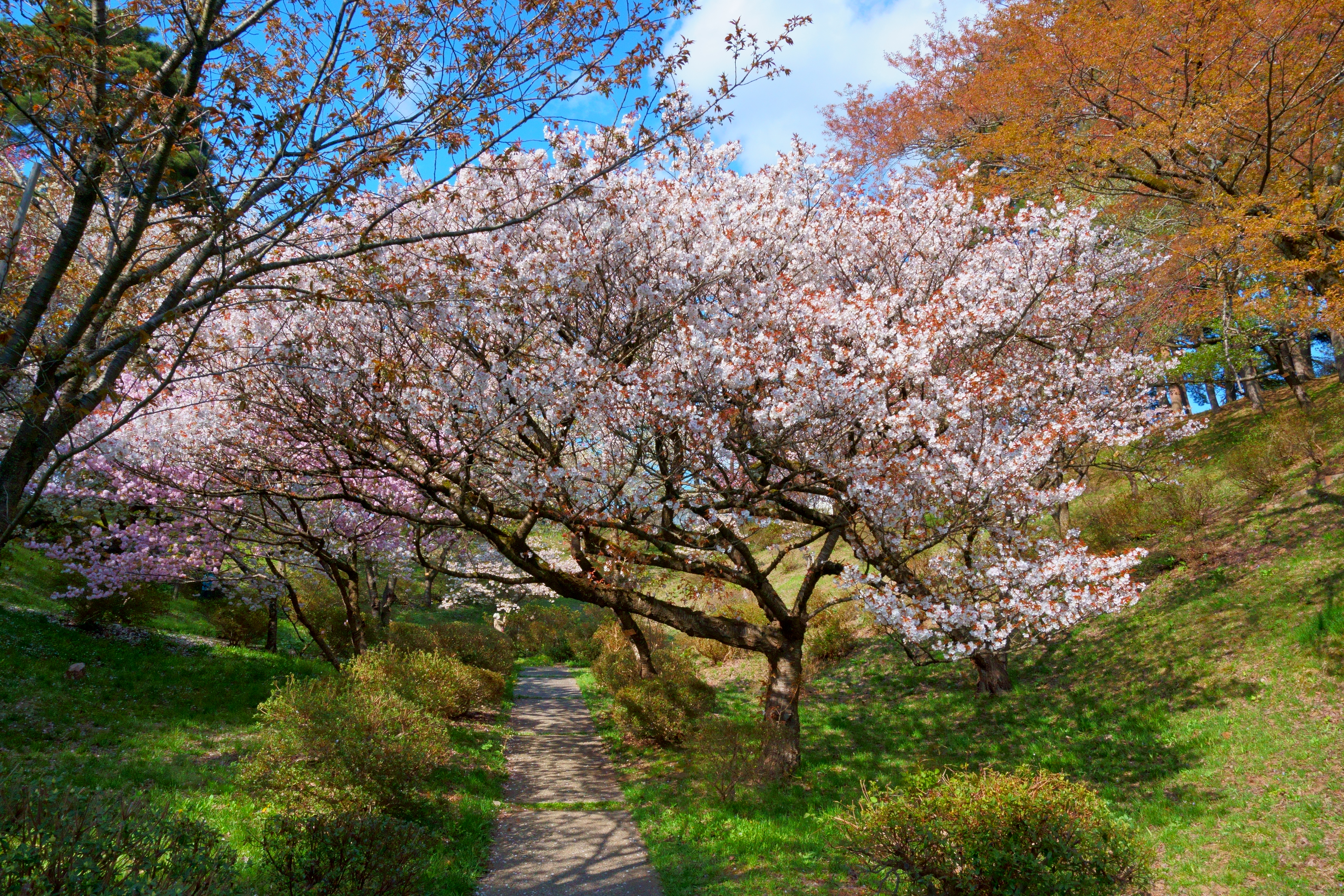
Cerasus jamasakura 'Kinugasa'
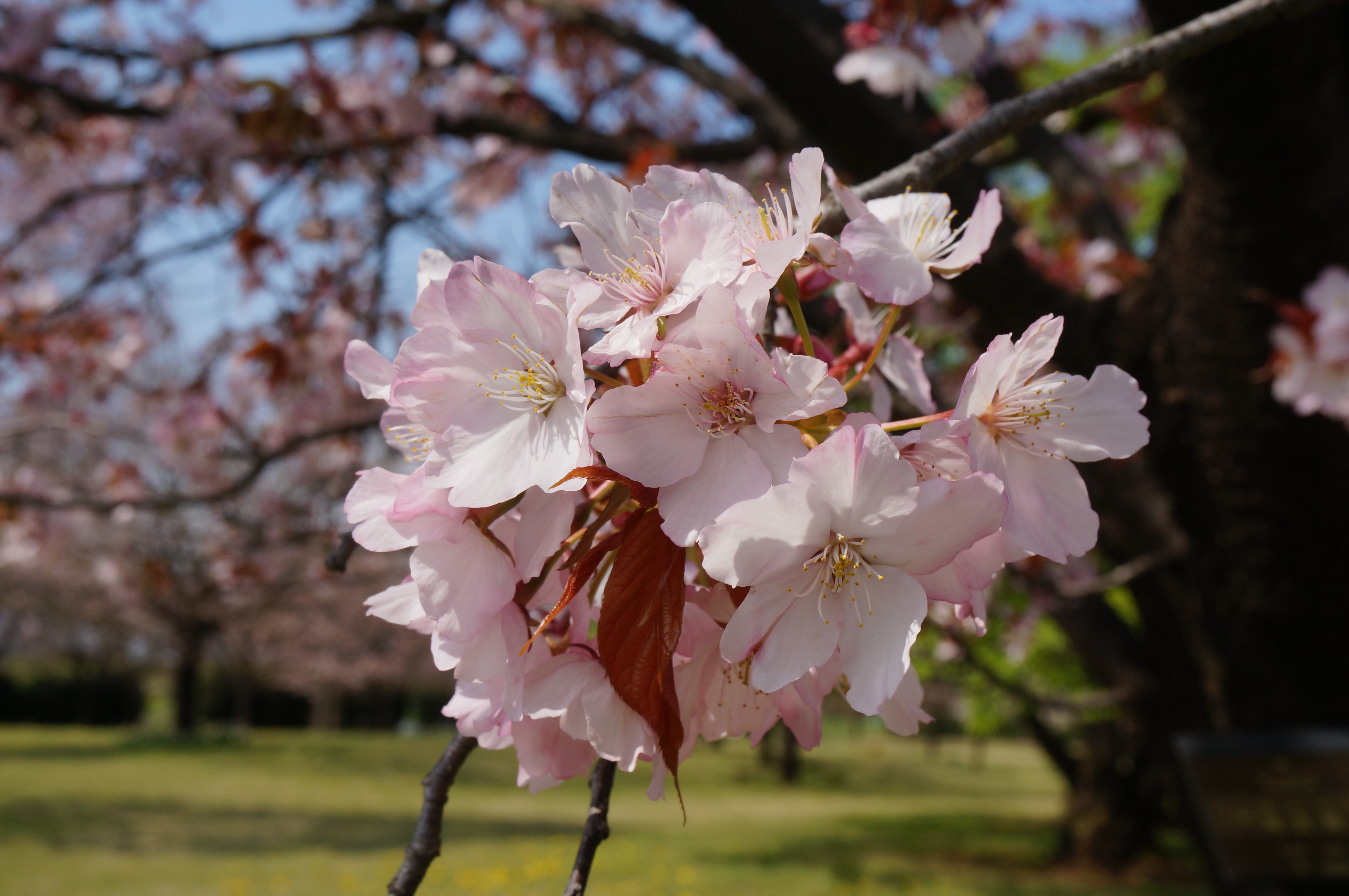
Cerasus jamasakura 'Sendaiya'